# 국립농산물품질관리원
국립농산물품질관리원(國立農産物品質管理院, National Agricultural Products Quality Management Service)은 농산물의 안전성조사, 친환경농산물인증·농산물우수관리인증 및 규격출하 등 품질관리 등의 사무를 관장하는 대한민국 농림축산식품부의 소속기관이다. 1999년 5월 24일 발족하였으며, 경상북도 김천시 용전로 141에 위치하고 있다. 원장은 고위공무원단 나등급에 속하는 일반직공무원으로 보한다.

## 직무
- 농산물의 안전성조사, 친환경농산물인증·농산물우수관리인증 및 규격출하 등 품질관리
- 농산물 또는 그 가공품의 원산지표시 및 지리적표시 등록·관리
- 농산물의 검사, 표준규격 및 양곡표시에 관한 사항
- 국내산 축산물 이력관리를 위한 개체식별번호 표시의 검사 및 검정에 관한 사항
- 제1호부터 제4호까지의 사무에 필요한 시험·조사 및 연구
- 농업경영체 등록 등 맞춤형농정 추진에 관한 사항
- 「전통주 등의 산업진흥에 관한 법률」에 따른 품질인증기관의 지정 및 사후 관리

## 연혁
- 1949년 1월 25일: 농림부 소속으로 농산물검사소 설치.
- 1963년 5월 29일: 국립농산물검사소로 개편.
- 1973년 3월 3일: 농수산부 소속으로 개편.
- 1986년 12월 28일: 경기도 안양시로 청사 이전.
- 1987년 1월 1일: 농림수산부 소속으로 개편.
- 1996년 8월 8일: 농림부 소속으로 개편.
- 1998년 2월 28일: 농업통계사무소를 흡수.
- 1999년 5월 24일: 국립농산물품질관리원으로 개편.
- 2008년 2월 29일: 농림수산식품부 소속으로 개편.
- 2013년 3월 23일: 농림축산식품부 소속으로 개편.
- 2013년 12월 23일: 경북도 김천시로 청사 이전.

## 조직

### 원장
| - 운영지원과 - 기획조정과 - 소비안전과 - 품질검사과 - 원산지관리과 - 맞춤형농정과 - 농업경영정보과 - 인증관리팀 | - 시험연구소 - 지원 - 경기지원 - 강원지원 - 충북지원 - 충남지원 - 전북지원 - 전남지원 - 경북지원 - 경남지원 - 제주지원 |